# Henrik Pedersen (wielrenner)
Henrik Breiner Pedersen (Sønder Felding, 3 december 2004) is een Deens wielrenner.

## Carrière
Als eerstejaars junior werd Pedersen achtste op het nationale kampioenschap tijdrijden. Twee dagen later werd hij twintigste in de wegwedstrijd. Later dat jaar, in september 2021, werd hij dertiende in het eindklassement van de GP Rüebliland. Op het wereldkampioenschap reed hij de wegwedstrijd voor junioren niet uit. In zijn tweede seizoen bij de junioren won hij in april de Omloop van Borsele en een maand later de slotrit en het eindklassement in de Internationale Juniorendriedaagse. Ook in de Ronde van de Vaud won hij een etappe en droeg hij één dag de leiderstrui. Op het nationale kampioenschap tijdrijden was enkel Kristian Egholm sneller. Drie dagen later was Pedersen wel de beste in de wegwedstrijd. Op het Europese kampioenschap werd hij twaalfde in de tijdrit en, met zijn teamgenoten van de Deense selectie, zesde in de gemengde teamestafette.
Als belofterenner maakte Pedersen de overstap naar Team ColoQuick. In juni van dat jaar, 2023, nam hij deel aan de Giro Next Gen. Een derde plek in de slotetappe was zijn beste klassering. In september werd hij, vanuit de vroege vlucht, Europees kampioen op de VAM-berg. Anderhalve maand eerder werd al bekend dat hij zijn eerste profcontract had getekend bij Uno-X Pro Cycling Team, dat hem eerst twee jaar voor de opleidingsploeg zou laten rijden.
Zijn debuut voor de hoofdmacht van Uno-X Mobility (zoals de ploeg in 2024 heette), maakte hij in de AlUla Tour. Namens de opleidingsploeg werd hij in maart van dat jaar derde in de Dorpenomloop Rucphen.

## Overwinningen
2022
Omloop van Borsele
3e etappe Internationale Juniorendriedaagse
Eind- en bergklassement Internationale Juniorendriedaagse
1e etappe Ronde van de Vaud
Puntenklassement Ronde van de Vaud
2023
 Europees kampioen op de weg, Beloften
2024
2e etappe Ronde van de Toekomst

## Ploegen
- 2023 –  Team ColoQuick
- 2024 –  Uno-X Mobility Development Team
- 2025 –  Uno-X Mobility